# Reparto C4
Il Reparto C4 (fino a marzo 2020 Comando C4 Difesa) è stato un Comando dipendente dal VI Reparto sistemi C4I e trasformazione (elemento di staff dello Stato maggiore della difesa). Dal marzo 2020 è stato riconfigurato da Comando a Reparto e inglobato nel neocostituito Comando per le Operazioni in Rete.

## Storia
Il Comando C4 Difesa fu costituito il 20 maggio 2004 all'interno del VI Reparto dello Stato maggiore della difesa.
È nato dalla necessità di individuare un organismo in ambito Interforze che provvedesse alle attività  volte a garantire l'efficienza delle funzioni di Comando, Controllo, Telecomunicazioni ed Informatica nell'ambito dell'Area Tecnico Operativa interforze, Tecnico Amministrativa centrale della Difesa e della Magistratura Militare. 
Dopo accurati studi nel gennaio del 2004 fu dato mandato ad un Nucleo Iniziale di Formazione di studiare i compiti ed organici del futuro Organismo.
Il Comando C4 Difesa si occupava della gestione tecnico-operativa della Rete di trasporto della Difesa (DIFENET), e degli applicativi in Uso presso gli organi centrali della Difesa.Ha mantenuto tali compiti nella riconfigurazione a Reparto.
Nel marzo 2020 vengono unificati i vari organismi della cybersicurezza militare, e il Comando viene riconfigurato in Reparto e posto alle dipendenze del neo costituito Comando per le operazioni in rete.

## Organizzazione
- Ufficio Reti e Data Center
- Ufficio Sistemi e Applicativi Centralizzati
- Ufficio Operatività ICT